# Kungariket Italien
För andra betydelser, se Kungariket Italien (olika betydelser).
Kungariket Italien (italienska: Regno d’Italia) var en stat grundad 1861 när den sardinska kungen Viktor Emanuel II erövrade hela den Apenninska halvön. Staten var en monarki som omfattade Italien från dess enande 1861 till grundandet av första italienska republiken 1946. Turin var huvudstad fram till 1864, då den flyttades till Florens och 1871 vidare till Rom. Mellan 1922 och 1943 var Italien en fasciststat, med premiärminister Benito Mussolini som ledare. År 1946 röstade italienarna för att landet skulle bli en republik.

## Territorium
Kungarikets territorium expanderade under italienska återföreningen fram till 1870 för att därefter vara oförändrat fram till annekteringen av Trieste och Sydtyrolen år 1919. Efter Versaillesfreden och freden i Saint-Germain fick Italien Gorizia, Trieste och Istrien (numera delar av Kroatien och Slovenien) och mindre delar av dagens nordvästra Kroatien och en del av den kroatiska provinsen Dalmatien. Under andra världskriget annekterades även territorier från Slovenien och ytterligare del av Dalmatien. Efter andra världskriget fick landet avträda en del av dessa områden och gränserna för dagens Italien fastställdes.
Kungariket Italien hade även besittningar i form av kolonier, protektorat och lydstater, bland annat kolonin Italienska Östafrika (som numera utgör staterna Eritrea, Somalia och Etiopien (som ockuperades av Italien 1936 efter det andra italiensk-abessinska kriget)), Libyen, Tolvöarna (erövrat från Osmanska riket 1912), Albanien (erövrat i april 1939), Grekland (ockuperat under andra världskriget), Kroatien (italiensk och tysk lydstat under andra världskriget), Kosovo (ockuperat under andra världskriget), Montenegro (ockuperat under andra världskriget) och en 46 hektar smal koncession i kinesiska Tianjin. Efter Italien besegrades i andra världskriget fick man ge upp alla dessa områden.

## Statsförvaltning
Kungariket Italien var i teorin konstitutionell monarki: exekutiv makt utgick från monarken genom utsedda ministrar. Två kamrar i parlamentet begränsade monarkens makt; det fanns en utsedd senat och en vald deputeradekammare. Kungarikets konstitution var Statuto Albertino, det tidigare styrelsedokumentet för Kungariket Sardinien. I teorin var ministrarna ansvariga inför kungen. I praktiken var det omöjligt för en italiensk regering att stanna vid makten utan parlamentets stöd.
Medlemmarna av deputeradekammaren valdes genom majoritetsval i enmansvalkretsar. En kandidat behövde stöd från minst hälften av de röstande och en fjärdedel från alla registrerade väljare, för att väljas i första omgången. Om inte alla platser fylldes blev det omval.
1882 försökte man med proportionellt valsystem, vilket på allvar etablerades efter första världskriget. Socialister fick majoriteten, men de kunde inte bilda regering då parlamentet var delat i tre falanger, med kristna populister och gammalliberaler. Val hölls 1919, 1921 och 1924; sista gången avskaffade Benito Mussolini det proportionella valsystemet och ersatte det med ett blockröstningssystem på nationell basis, vilket gav fascistpartiet absolut majoritet i kammarens platser.
Mellan 1925 och 1943 var Italien i praktiken en fascistisk diktatur, även om den gamla konstitutionen officiellt fortfarande gällde. Vissa historiker har kallat dessa år Fascistitalien.

## Monarker

### Kungar avHuset Savojen

Italiens statsvapen från 1870 till 1929.

Den förste kungen av Italien fortsatte att använda samma regentnummer som han hade använt som kung av Sardinien från 1849. Det fanns därför aldrig någon Kung Viktor Emanuel I av Italien.
| Nr | Bild | Namn                           | Tillträdde      | Avgick         | Not |
| -- | ---- | ------------------------------ | --------------- | -------------- | --- |
| 1. |      | Viktor Emanuel II (1820–1878)  | 17 mars 1861    | 9 januari 1878 | Tidigare Kung av Sardinien och det enade Italiens första kung. |
| 2. |      | Umberto I (1844–1900)          | 9 januari 1878] | 29 juli 1900   | Skapade Trippelalliansen med Tyskland och Österrike-Ungern. Han mördades av en anarkist. |
| 3. |      | Viktor Emanuel III (1869–1947) | 29 juli 1900    | 9 maj 1946     | Kung under båda världskrigen och Mussolinis fascistregim. Abdikerade till förmån för sin son.                                                                                                  |
| 4. |      | Umberto II (1904–1983)         | 9 maj 1946      | 12 juni 1946   | Italiens siste kung, som kände pressen att utlysa folkomröstning om Italien skulle behålla monarkin. Där 54 % röstade för republik och 46 % för monarki. Resultatet ledde kungafamiljen i exil |